# Clausnitz
Clausnitz (bis 31. März 2008 amtlich Clausnitz/Erzgeb.) ist ein Ortsteil von Rechenberg-Bienenmühle im Landkreis Mittelsachsen. Das Dorf liegt im Osterzgebirge, im Tal der Rachel, einem Nebenfluss der Freiberger Mulde. Clausnitz entstand im Zuge von Rodungen im 12. Jahrhundert als typisches Waldhufendorf. Bäuerliche Zwei- und Dreiseitengehöfte sowie Fachwerkhäuser prägen das Ortsbild.

## Geographie
Der Ort befindet sich im Osten des Landkreises Mittelsachsen etwa 22 Kilometer südlich der Kreisstadt Freiberg und rund fünf Kilometer von der tschechischen Grenze entfernt. Der Hauptort Rechenberg-Bienenmühle befindet sich östlich von Clausnitz, das zentral im Osterzgebirge gelegen ist. Die Gemarkung Clausnitz hat eine Ausdehnung von rund 14,5 Quadratkilometern und grenzt im Uhrzeigersinn an die Gemarkungen Nassau (zu Frauenstein), Holzhau, Rechenberg-Bienenmühle, Cämmerswalde (zu Neuhausen/Erzgeb.), Friedebach (zu Sayda) und die Gemeinde Dorfchemnitz.

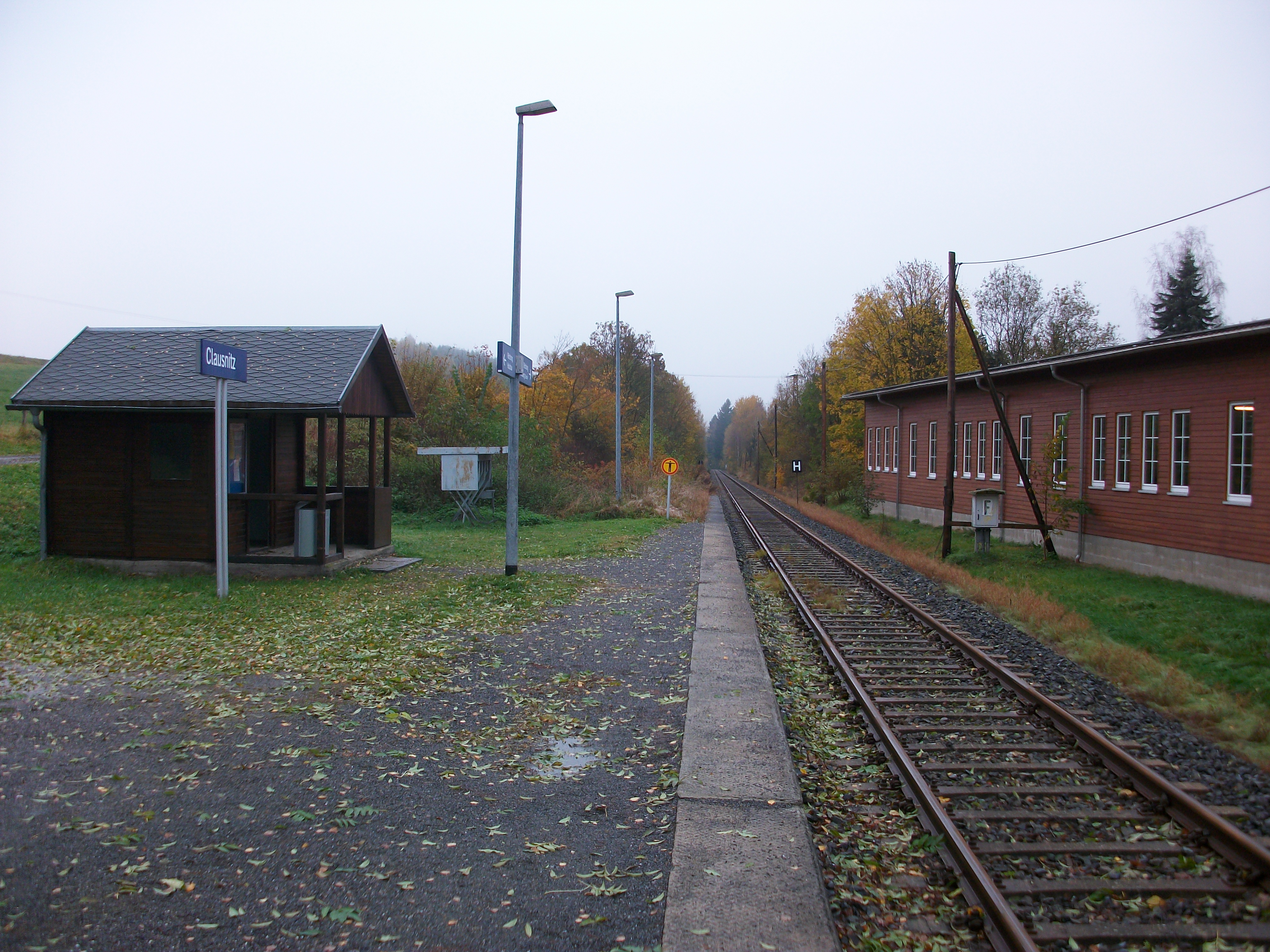
Haltepunkt Clausnitz (2016)

Der Ort erstreckt sich entlang der Dorfstraße, die dem Verlauf der Rachel von der Staatsstraße 211 bis ins Muldental folgt. Dort, an der Einmündung in die Staatsstraße 208, befindet sich der Hp Clausnitz an der Bahnstrecke Nossen–Moldava v Krušných horách (Freiberger Muldentalbahn). Die Freiberger Eisenbahngesellschaft bietet tagsüber im stündlichen Takt Fahrten zwischen Freiberg und Holzhau an. Etwas nördlich der Dorfmitte kreuzt die Bundesstraße 171 (Dippoldiswalde–Marienberg) das Ortsgebiet.

## Geschichte

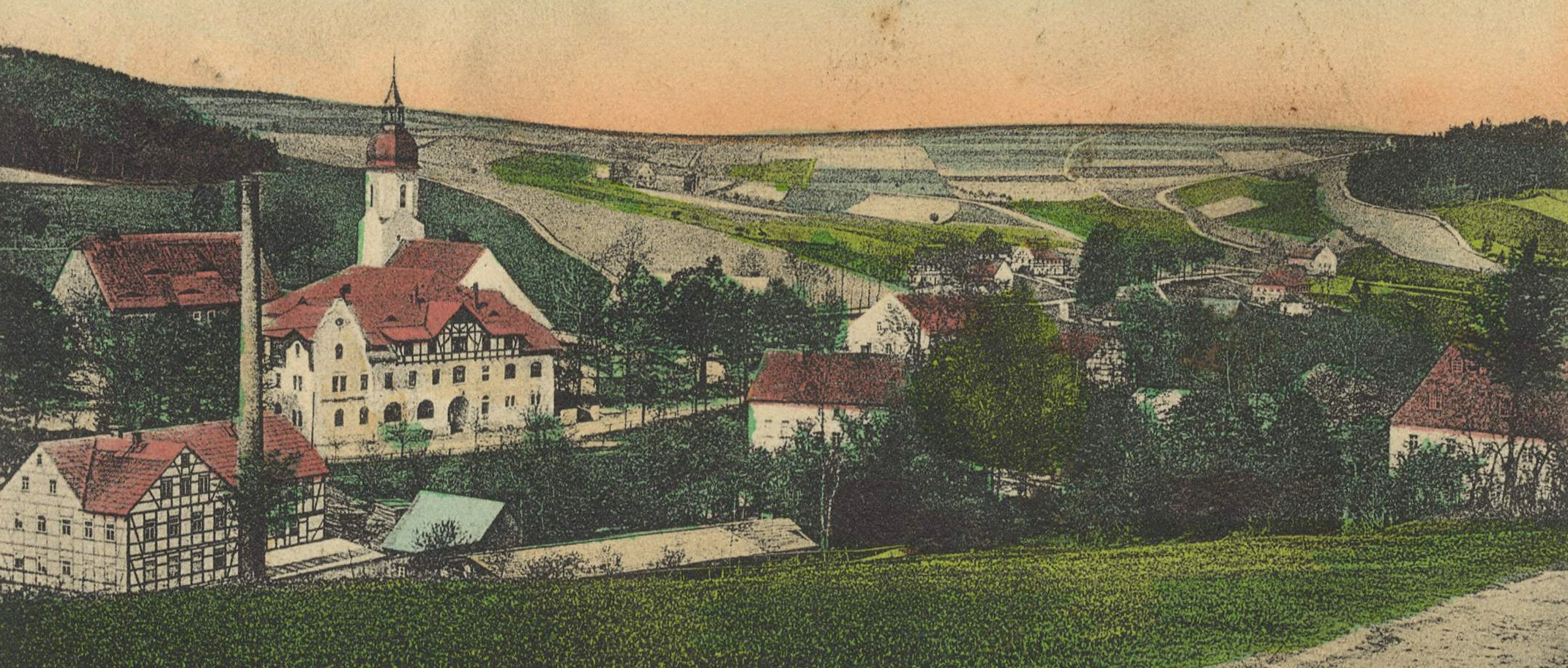
Clausnitz um 1910

Clausnitz wurde auf dem Gebiet der Germania Slavica im Zuge des Landesausbaus des das gesamte Erzgebirge bedeckenden Urwaldes um 1200 wahrscheinlich von fränkischen Siedlern gegründet. Die Besiedlung erfolgte durch die später auf Schloss Purschenstein sitzenden Feudalherren der slawischen Familie Hrabischitz. Erstmals urkundlich erwähnt wurde das Dorf 1398 in der Schreibweise Clussenicz. Der Ortsname änderte sich in den folgenden Jahrhunderten über Klawßnitz (1451) und Clawsenicz (1479) zu Claußnitz (1641). Clausnitz entwickelte sich rasch zu einem vergleichsweise großen Bauerndorf. Bereits 1551 zählte der Ort 46 besessene Mann und 172 Inwohner, d. h. insgesamt etwa 400 Einwohner. Wirtschaftliche Grundlage des Dorfes waren die Landwirtschaft sowie der im 15. und 16. Jahrhundert intensiv betriebene Bergbau auf Silber- und Kupfererze.
Am 10. Juli 1563 erschlug der Clausnitzer Pfarrer Wolfgang Uhle den Ortsrichter George Bieber im Streit. An der Mordstelle erinnert daran der Pfarrer-Uhle-Stein. Ein nach einem Unwetter aufgetretenes Hochwasser der Rachel zerstörte am 15. Mai 1622 insgesamt 13 Häuser im Ort, 27 Menschen kamen ums Leben.
Im Osten der Clausnitzer Gemarkung wurde im Jahr 1875 die Siedlung Neuclausnitz angelegt, die fortan als Ortsteil zur Landgemeinde Clausnitz gehörte.
In der DDR hatte der Dresdener Großbetrieb VEB Kombinat Robotron ein Betriebsferienheim im Ort.

### Bergbau in Clausnitz
Im kleinen zum Freiberger Revier zählenden Clausnitzer Bergbaugebiet lassen sich Bergbauaktivitäten bis 1460 zurückverfolgen. Eine in diesem Jahr von Friedrich II. erteilte Konzession bezieht sich auf die Wiederaufnahme des Bergbaus, so dass die Ursprünge des Clausnitzer Bergbaus deutlich älter sind. Gegenstand des Bergbaus waren zwei Erzgänge (Salomo Spat, Emanuel Stehender), die dem Kupfertyp der kiesig-blendigen Bleierzformation (kb-Formation) zuzurechnen sind. Seine Blütezeit erlebte der Bergbau im 15. und 16. Jahrhundert. Die in den Gruben St. Michaelis, St. Wolfgang, König Salomo und König David geförderten Kupfererze wurden vor Ort in zwei Pochwerken und einer Schmelzhütte verarbeitet bzw. an die Saigerhütte Grünthal geliefert. Auf König David baute der Oberbergmeister Martin Planer 1562 selbst zwei Kunstgezeuge ein, die Grube St. Wolfgang gehörte damals der bekannten süddeutschen Patrizierfamilie der Welser.

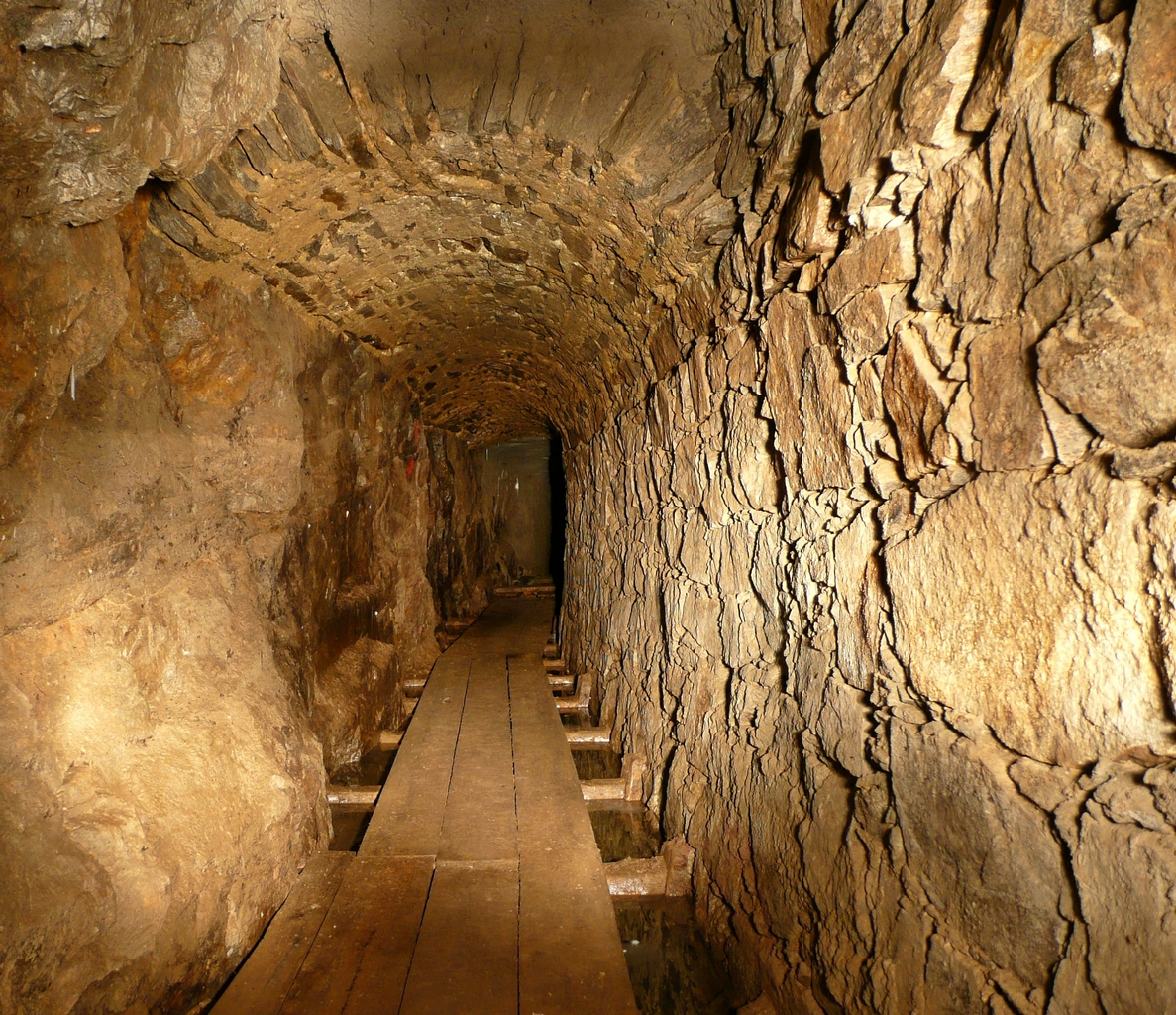
Im St.-Michaelis-Stolln

Der Bergbau kam Anfang des 17. Jahrhunderts zum Erliegen, wahrscheinlich weil 1622 infolge eines Unwetters die Grubenbaue absoffen. Wiederaufnahmeversuche (1740/41, 1783) blieben erfolglos. 1860 bis 1866 erfolgte die Auffahrung des ca. 400 m langen St. Michaelis Stolln, mit dem die alten Grubenbaue des Königs Salomo Grubenfeldes wieder erreicht und vom Wasser befreit wurden. Bergbautreibender war die 1858 gegründete Clausnitzer Bergbaugewerkschaft, eine Bergrechtliche Gewerkschaft, die bis 1877 Erkundungsarbeiten durchführte, diese dann aber mangels Erfolgsaussichten einstellte. Ein letzter Bergbauversuch erfolgte 1920 bis 1923.
Mehrere Bergschäden machten in den letzten Jahren umfangreiche Sanierungs- und Sicherungsarbeiten notwendig. Dabei wurde 2001 bis 2004 der St. Michaelis-Stolln auf einer Länge von ca. 400 m saniert.

### Ausschreitungen gegen Flüchtlinge vom 18. Februar 2016
Am Abend des 18. Februar 2016 versammelten sich in Clausnitz Gegner einer neuen Asylbewerberunterkunft, um die Ankunft der ersten Bewohner zu blockieren. Vor einem Bus mit Flüchtlingen skandierten sie den Spruch „Wir sind das Volk“ und fremdenfeindliche Parolen wie „Ausländer raus“. Knapp zwei Stunden lang wurden die Ankommenden am Verlassen des Busses gehindert, erst nach dem Eingreifen der Polizei konnten sie das Gebäude betreten. Ein Video des Ereignisses verbreitete sich über soziale Netzwerke. Der Vorfall machte im Zusammenhang mit der Flüchtlingskrise bundesweit Schlagzeilen, er wurde von überregionalen Medien als „Schande von Clausnitz“ bezeichnet. An den polizeilichen Maßnahmen waren auch Beamte der Bundespolizei beteiligt. Insbesondere das gewaltsame Vorgehen eines Bundespolizisten gegen einen minderjährigen Flüchtling wurde kritisiert.

### Entwicklung der Einwohnerzahl
Die folgende Tabelle zeigt die Einwohnerentwicklung des Ortes Clausnitz. Die Werte zwischen 1875 und 1994 beziehen die Bevölkerung des früheren Ortsteils Neuclausnitz mit ein.
| Jahr | Einwohnerzahl                   |
| ---- | ------------------------------- |
| 1551 | 46 besessene Mann, 127 Inwohner |
| 1764 | 42 besessene Mann, 54 Häusler   |
| 1834 | 0950                            |
| 1871 | 1160                            |
| 1890 | 1325                            |
| 1910 | 1409                            |
| 1925 | 1414                            |

| Jahr | Einwohnerzahl |
| ---- | ------------- |
| 1939 | 1328          |
| 1946 | 1564          |
| 1950 | 1572          |
| 1964 | 1443          |
| 1990 | 1151          |
| 1993 | 1132          |
| 2011 | 0870          |

## Sehenswürdigkeiten

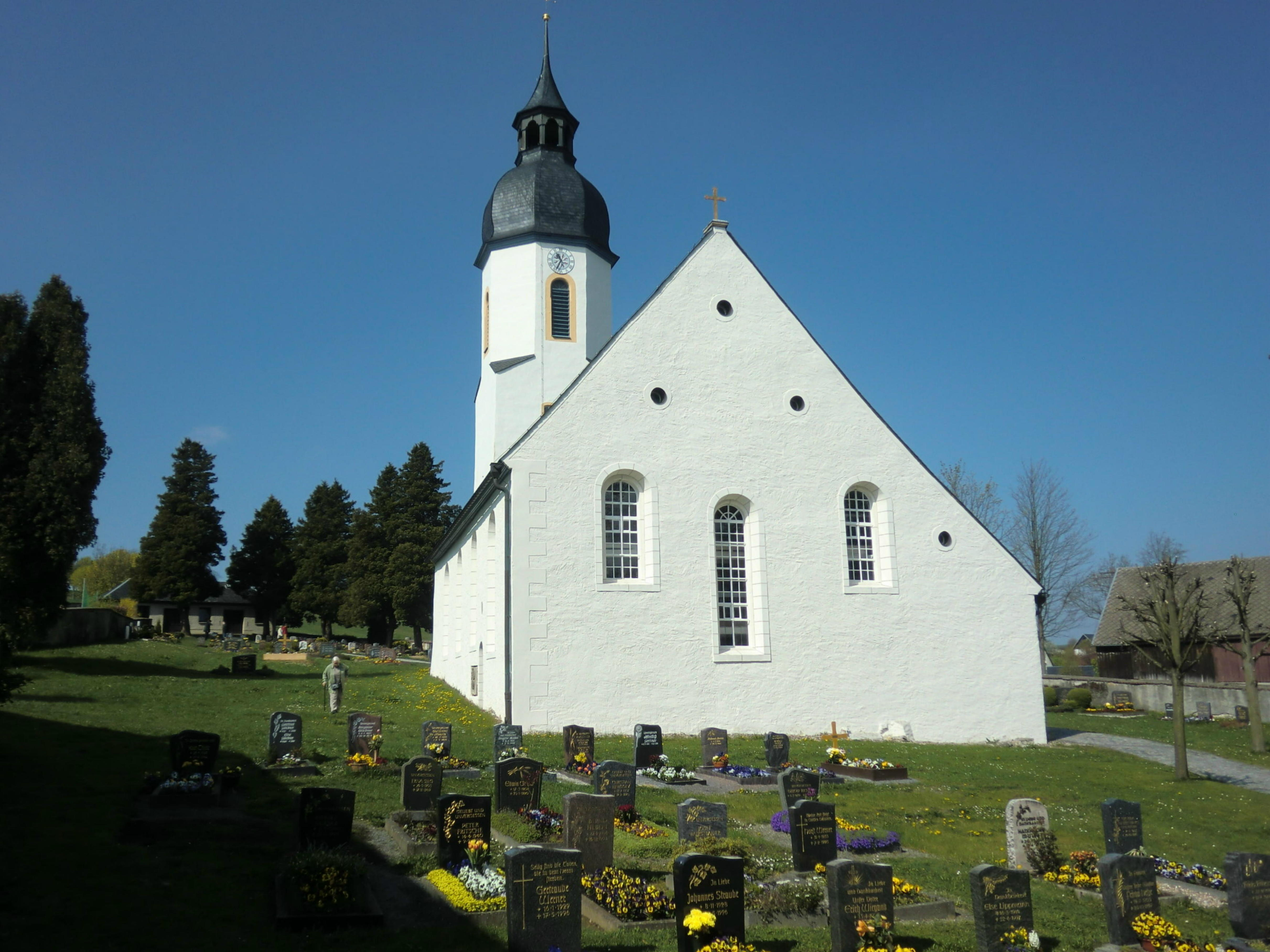
Kirche in Clausnitz im Erzgebirge – 1696 wurde die Kirche erneuert und bedeutend vergrößert

Neugrabenflöße
Die Neugrabenflöße ist ein zwischen der Flöha von Fláje (Fleyh) bis zur Freiberger Mulde errichteter Floßgraben zur Holzversorgung der Versorgung der Freiberger Berg- und Hüttenwerke. Die Neugrabenflöße endet südlich von Clausnitz in der Rachel, die in Clausnitz in ihrem natürlichen Verlauf in den Floßgraben einbezogen wurde. Über 350 Jahre diente sie der Holzflößerei.
St.-Michaelis-Stolln
Der Stollen ist zu mehreren Terminen im Jahr geöffnet (kein reguläres Besucherbergwerk) und kann bis in die Abbaue der Grube König David befahren werden.
Dorfkirche
Die Clausnitzer Kirche wurde in vorreformatorischer Zeit als Wallfahrtskirche genutzt. Der heutige Bau stammt aus dem Jahr 1696. Sehenswert sind die Holzdecke sowie Altar, Kanzel und Taufstein aus dem 17. Jahrhundert. Die Glocken haben ihre eigene Geschichte. Sie sollten im Krieg eingeschmolzen werden, wurden aber vom damaligen Pfarrer gerettet.

## Persönlichkeiten
- Christoph Schindler (1596–1669), Jurist und Geistlicher, Pfarrer im Ort
- Werner Herklotz (* 25. Mai 1931), DDR-Politiker und Diplomat, Botschafter in Somalia (1970–1974)
- Jürgen Wolf (* 9. November 1952), Skilangläufer, mehrfacher DDR-Meister